# Leasburg (Misuri)
Leasburg es una villa ubicada en el condado de Crawford en el estado estadounidense de Misuri. En el Censo de 2010 tenía una población de 338 habitantes y una densidad poblacional de 302,09 personas por km².

## Geografía
Leasburg se encuentra ubicada en las coordenadas 38°5′41″N 91°17′43″O / 38.09472, -91.29528. Según la Oficina del Censo de los Estados Unidos, Leasburg tiene una superficie total de 1.12 km², de la cual 1.12 km² corresponden a tierra firme y (0%) 0 km² es agua.

## Demografía
Según el censo de 2010, había 338 personas residiendo en Leasburg. La densidad de población era de 302,09 hab./km². De los 338 habitantes, Leasburg estaba compuesto por el 98.52% blancos, el 0% eran afroamericanos, el 0.3% eran amerindios, el 0% eran asiáticos, el 0.3% eran isleños del Pacífico, el 0% eran de otras razas y el 0.89% pertenecían a dos o más razas. Del total de la población el 0% eran hispanos o latinos de cualquier raza.